# Athena (thần thoại)
Athena hoặc Athene, còn có hiệu là Pallas, là một nữ thần Hy Lạp cổ đại gắn liền với trí tuệ, nghề thủ công mỹ nghệ và chiến tranh, thời sau này bà được đồng hóa với nữ thần La Mã Minerva. Athena là vị thần bảo trợ cho nhiều thành bang khác nhau trên khắp Hy Lạp, trong đó tiêu biểu nhất là thành Athens mà có thể là nơi bắt nguồn cho tên gọi của bà.. Các biểu tượng chính của bà bao gồm cú mèo, cây ô liu, rắn và biểu tượng đầu Gorgon. Trong nghệ thuật, bà thường được miêu tả với hình ảnh đầu đội mũ trụ và tay cầm giáo.
Bắt nguồn từ một nữ thần thủ hộ Aegean, Athena có mối liên hệ chặt chẽ với thành bang Athens, bà còn được gọi là Polias và Poliouchos (biến thể từ polis, có nghĩa là "thành bang"). Các đền thờ của bà thường nằm trên đỉnh khu thành phòng thủ acropolis ở trung tâm các thành phố, trong đó nổi tiếng nhất là Đền Parthenon trên đồi Acropolis tại Athens. Với tư cách là thần bảo trợ cho nghề thủ công và dệt, Athena còn được gọi là Ergane. Bên cạnh đó, Athena là một nữ thần chiến binh, được cho là người dẫn dắt các binh sĩ trong trận chiến. Lễ hội quan trọng nhất ở Athens là Panathenaia để tôn vinh Athena, được tổ chức trong tháng Hekatombaion (tương ứng với tháng bảy/tháng tám lịch Gregorius) vào thời gian hạ chí.
Theo thần thoại Hy Lạp, Athena được sinh ra từ trán của thần Zeus. Trong huyền thoại sáng lập Athens, Athena đã đánh bại Poseidon trong cuộc đua giành quyền bảo trợ thành bang này bằng cách tạo ra cây ô liu đầu tiên. Bà còn được gọi là Athena Parthenos, nghĩa là "Athena Đồng trinh". Trong một thần thoại Attica cổ, thần Hephaestus đã cố cưỡng hiếp bà nhưng bất thành, dẫn đến việc Gaia sinh ra Erichthonius, người được Athena nuôi dạy và trở thành một vị vua sáng lập Athens. Athena cũng là nữ thần bảo trợ cho các cuộc phiêu lưu anh hùng, bà đã trợ giúp các anh hùng như Perseus, Heracles, Bellerophon và Jason vượt qua nhiều thử thách. Cùng với Aphrodite và Hera, Athena là một trong ba nữ thần tham gia vụ tranh cãi khơi mào cuộc chiến thành Troia. Bà xuất hiện nhiều lần trong sử thi Iliad với vai trò người hỗ trợ phe Achaea và là người giúp đỡ Odysseus trong thiên sử thi cùng tên. Trong các tác phẩm sau này của nhà thơ La Mã Ovid, Athena đã thi dệt vải với nàng Arachne người trần, dẫn đến việc biến Arachne thành con nhện đầu tiên; Ovid cũng sáng tác câu chuyện Athena biến Medusa thành quỷ đầu rắn Gorgon sau khi bắt gặp nàng bị Poseidon cưỡng hiếp trong đền thờ của bà.
Kể từ thời Phục hưng, Athena đã trở thành một biểu tượng toàn cầu của trí tuệ, nghệ thuật và cổ điển học. Các nghệ sĩ và nhà phúng dụ phương Tây thường coi Athena là biểu tượng của tự do và dân chủ.

## Từ nguyên

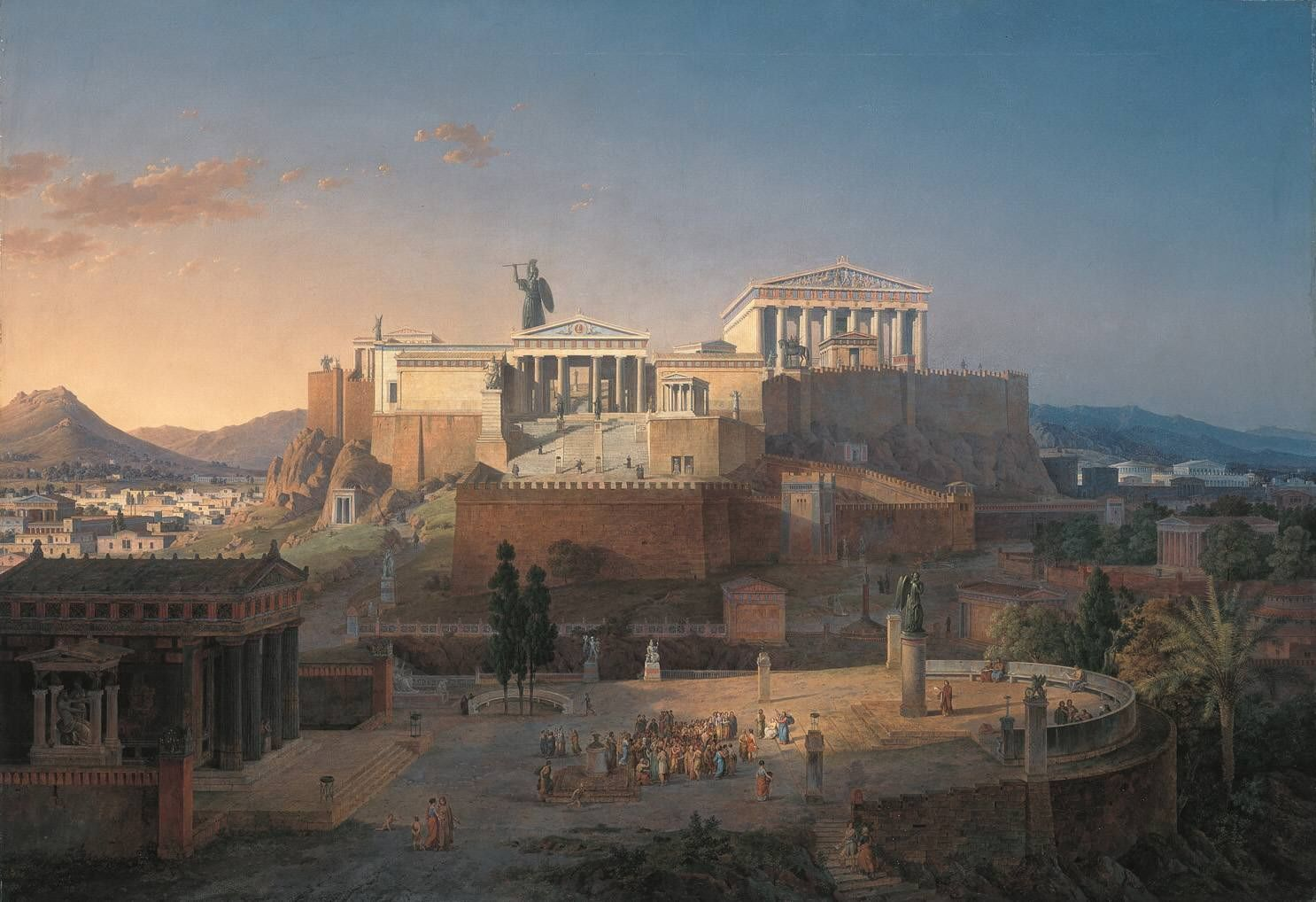
Akropolis (1846) bởi Leo von Klenze. Tên của Athena có lẽ bắt nguồn từ tên thành bang Athens.

Athena gắn liền với thành phố Athens. Tên của thành phố trong tiếng Hy Lạp cổ đại là Ἀθῆναι (Latinh hóa: Athȇnai), dạng số nhiều của Ἀθήνη (Athḗnē). Từ thời cổ đại, các học giả đã tranh cãi liệu Athena được đặt theo tên của Athens hay Athens được đặt theo tên của Athena; tuy nhiên, hiện nay các nhà nghiên cứu hầu như nhất trí rằng tên của nữ thần lấy từ tên thành phố, vì hậu tố -ene thường xuất hiện trong các địa danh chứ ít khi xuất hiện ở tên người. Người Hy Lạp xưa có tập quán đặt tên nữ thần phù hộ thành bang của họ theo tên của chính thành bang đó. Một vài ví dụ là nữ thần Mykene bảo hộ Mycenae, thần Thebe bảo hộ Thebai. Theo nhà ngôn học Hà Lan Robert S. P. Beekes (2009), danh xưng Athenai có lẽ là một từ mượn Tiền-Hy Lạp bởi từ này chứa hình vị *-ān-.
Trong tác phẩm đối thoại Cratylus, triết gia Hy Lạp cổ đại Platon (428–347 TCN) đưa ra một số cách giải nghĩa tên gọi Athena dựa trên thiển ý của mình ông hoặc của dân gian đồn đại. Plato tin rằng tên của Athena có nguồn gốc từ Ἀθεονόα, Atheonóa tiếng Hy Lạp — mà người Hy Lạp sau này lý giải là kết hợp của từ 'tâm trí' (νοῦς, noũs) và 'thần' (θεός, theós). Nhà hùng biện thế kỷ thứ 2 CN Aelius Aristides giải nghĩa tên Athena là 'bầu trời', 'không khí', 'đất' và 'mặt trăng'.

## Nguồn gốc

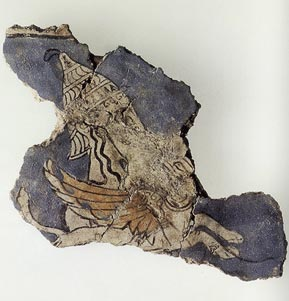
Một mảnh bích họa từ Mycenae, k. cuối thế kỷ 13 TCN, mô tả một nữ thần chiến binh, rất có thể là Athena, đeo mũ ngà lợn rừng và nắm chặt griffin.

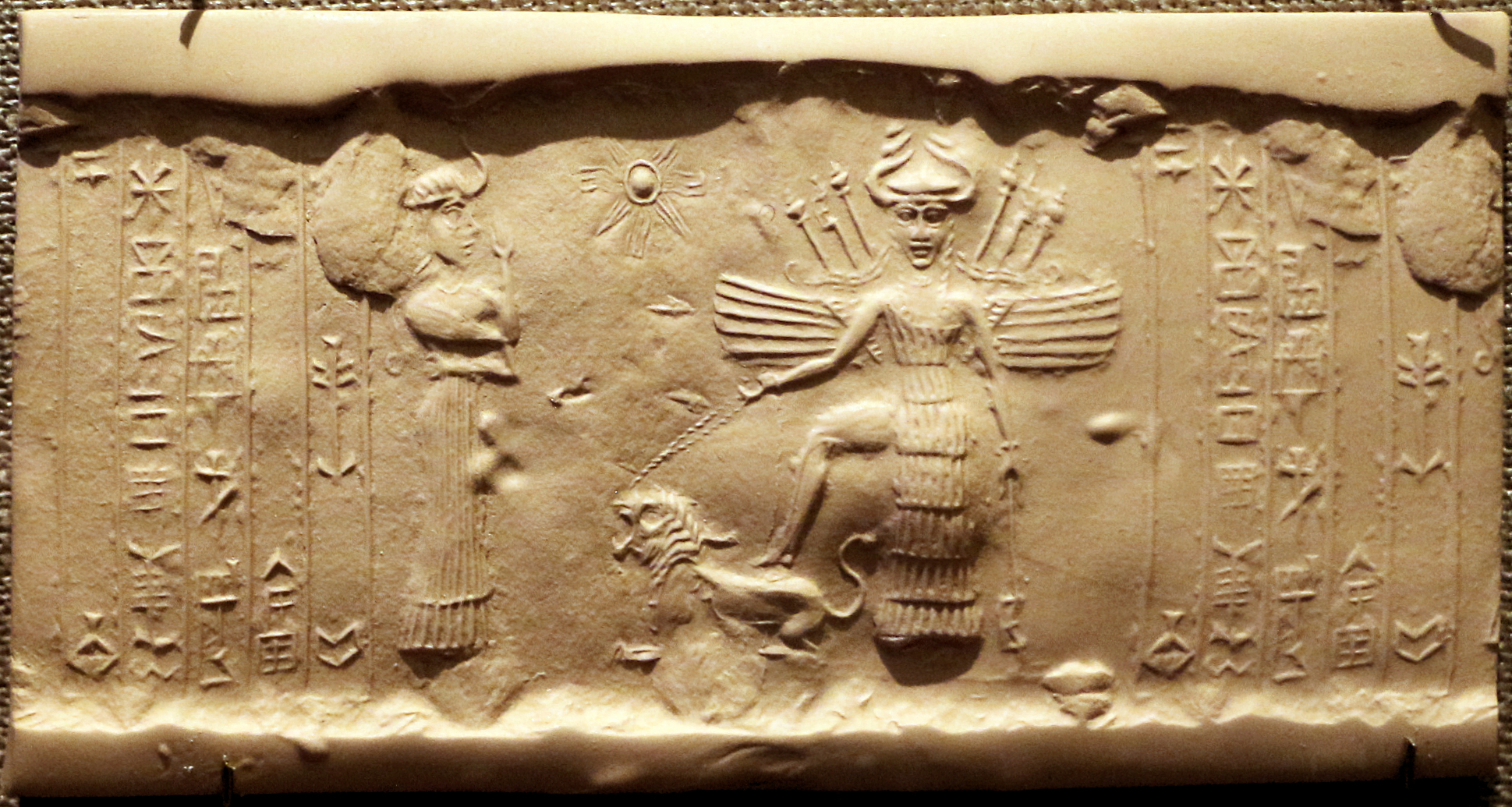
Con dấu hình trụ Akkad (k. 2334–2154 TCN) mô tả Inanna, nữ thần chiến tranh, mặc giáp và cầm vũ khí, đứng trên lưng sư tử.

### Giáo phái Toàn Hy Lạp và Athens

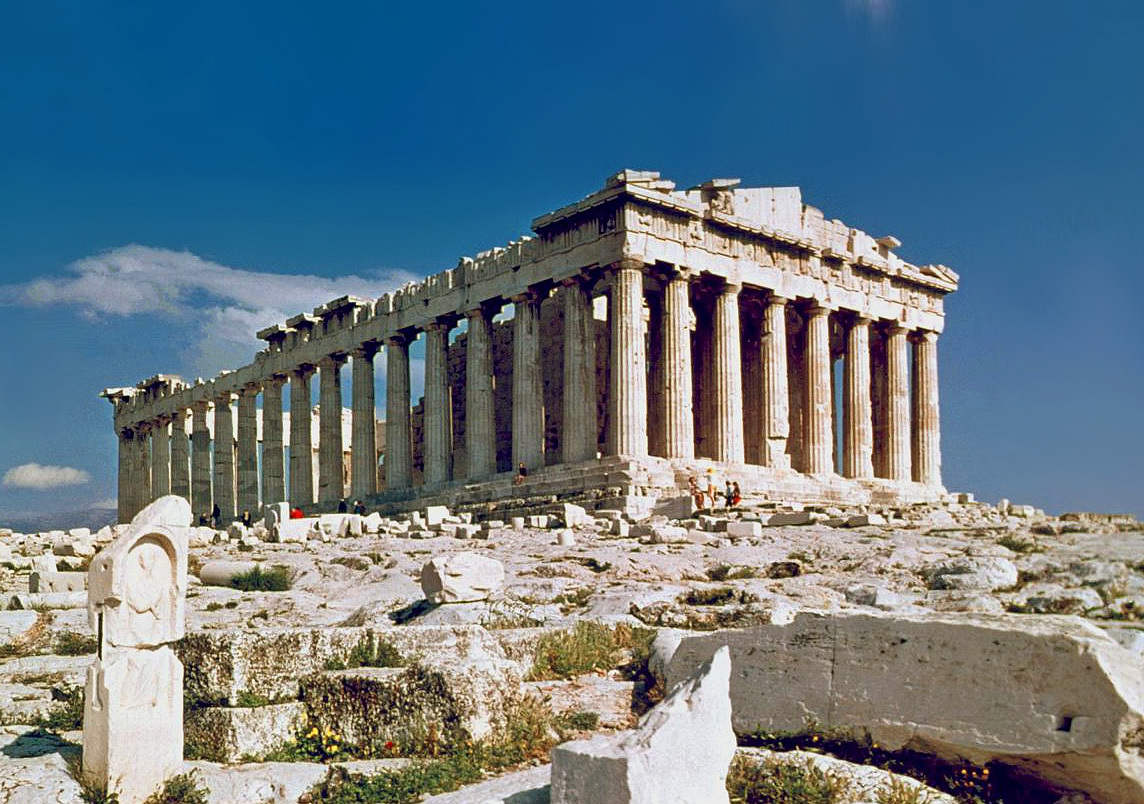
Đền Parthenon trên đồi Acropolis tại Athens, thờ phụng Athena Parthenos.

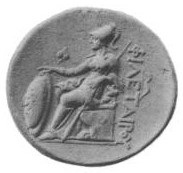
Mặt lật lại của đồng xu bạc tetradrachm Pergamon đúc bởi Attalus I, mô tả Athena ngồi trên ngai (k. 200 TCN)

### Ra đời

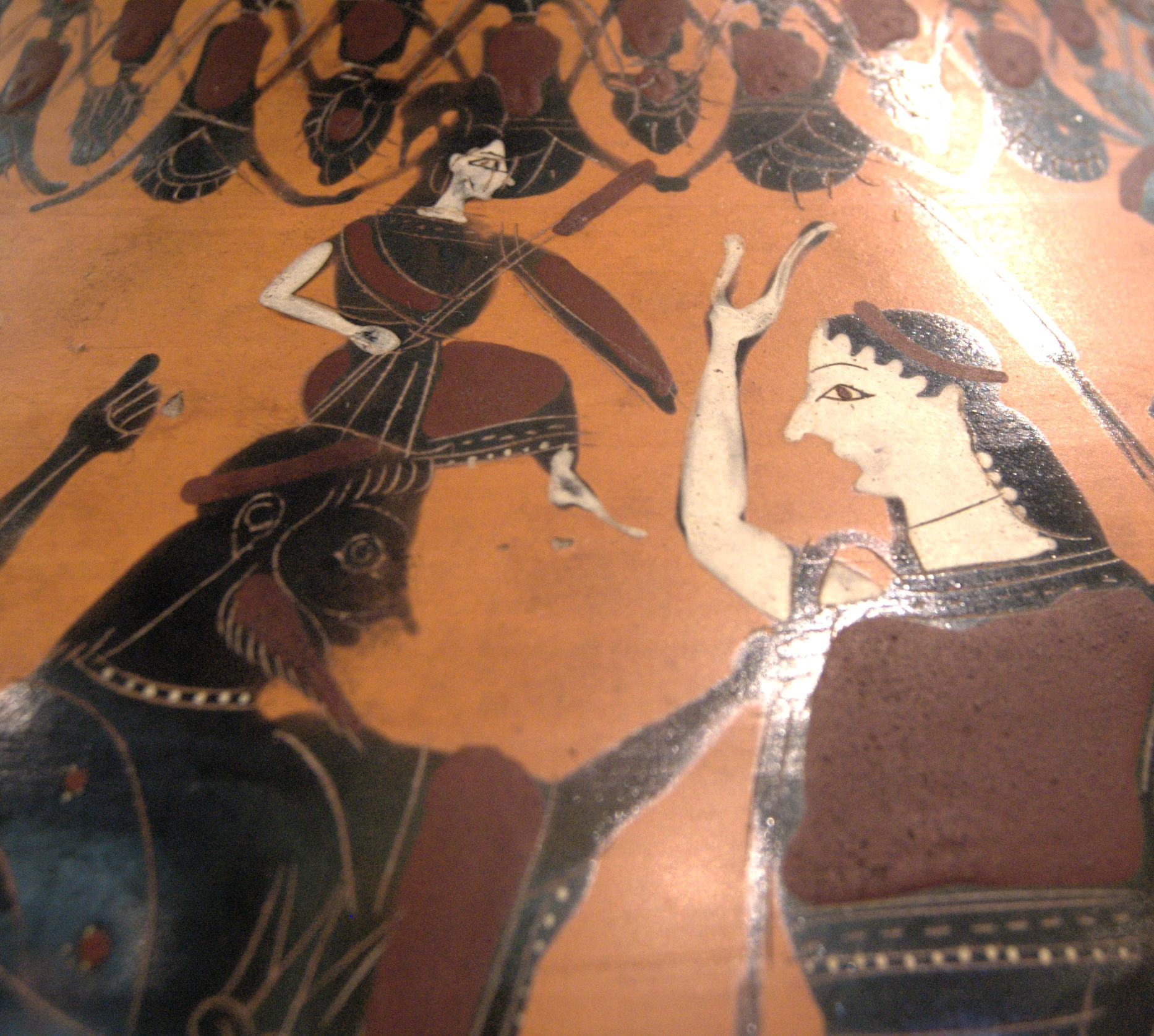
Athena được "sinh ra" từ trán của Zeus sau khi ông ta đã nuốt chửng Metis, trong khi Metis đang bám vào áo của nữ thần sinh nở Eileithyia bên phải; bình gốm hình nhân đen, 550–525 TCN. Bảo tàng Louvre.

### Pallas Athena

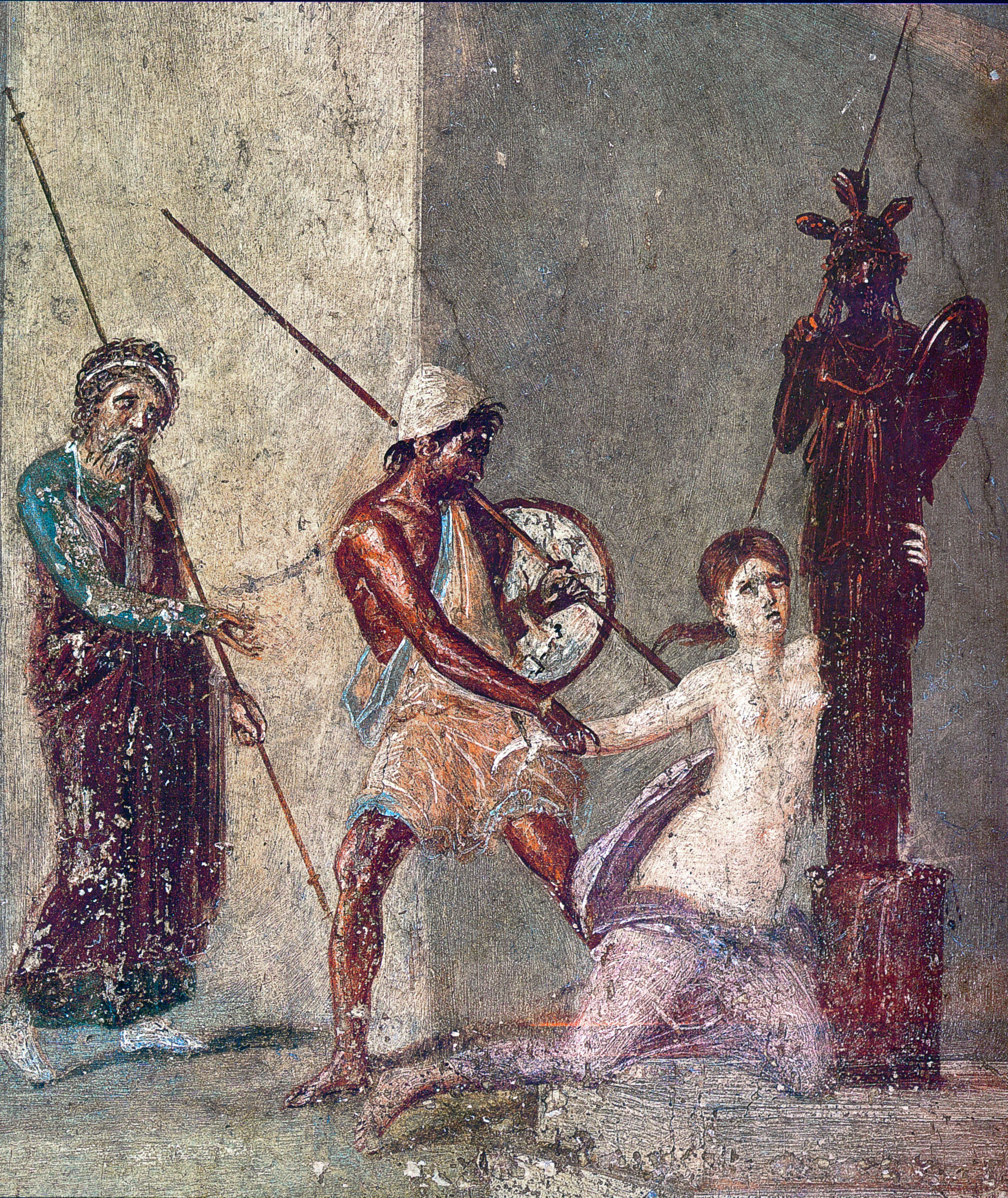
Chi tiết trên bức bích họa La Mã từ Pompeii tả cảnh Ajax kéo lê Cassandra khỏi palladion khi thành Troia thất thủ, sự việc khiến Athena nổi giận với quân Hy Lạp.

### Thần bảo trợ thành Athens

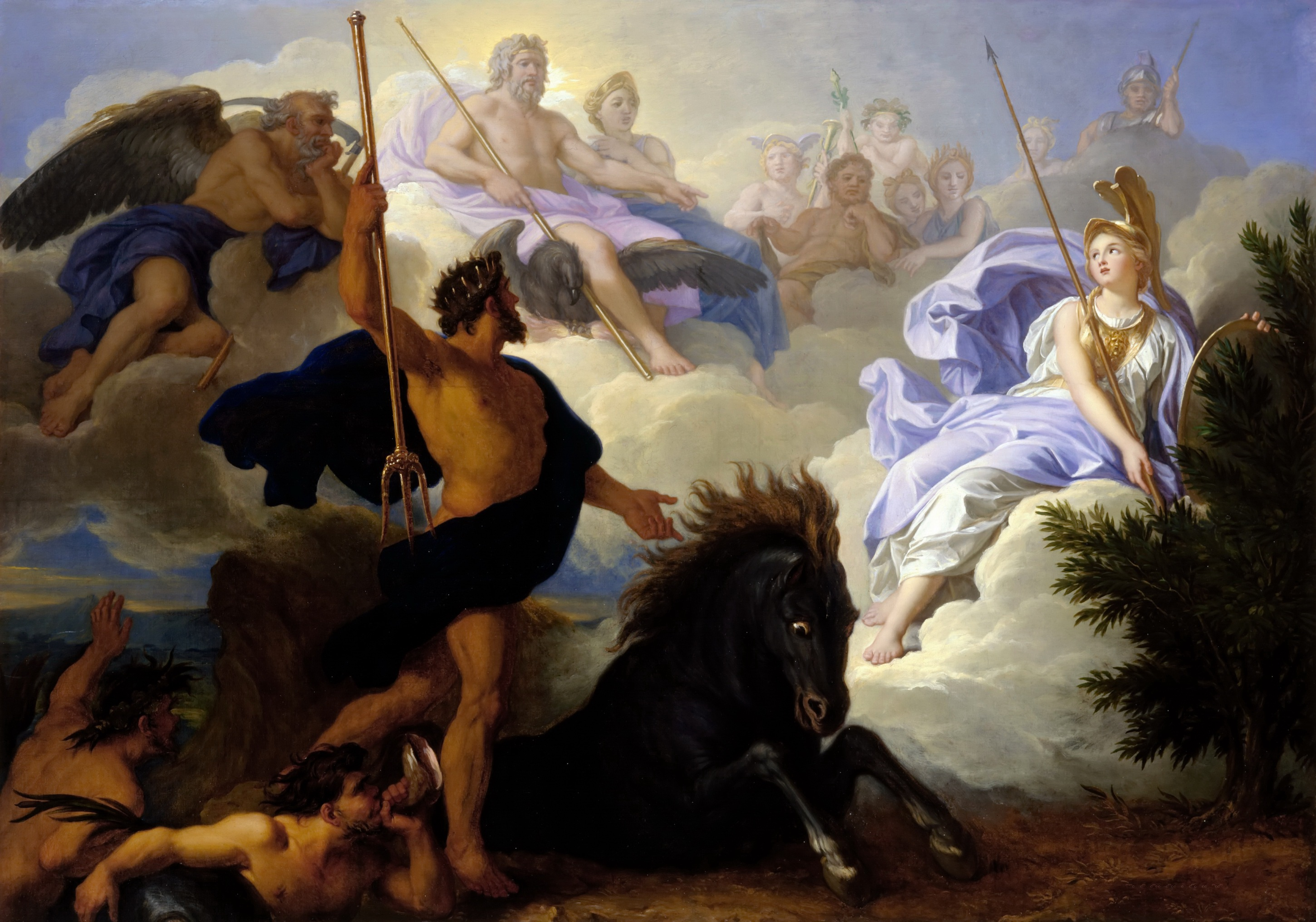
Tranh chấp giữa Minerva vàd Neptune, bởi René-Antoine Houasse (k. 1689 hoặc 1706)

### Thần bảo trợ chiến binh và anh hùng

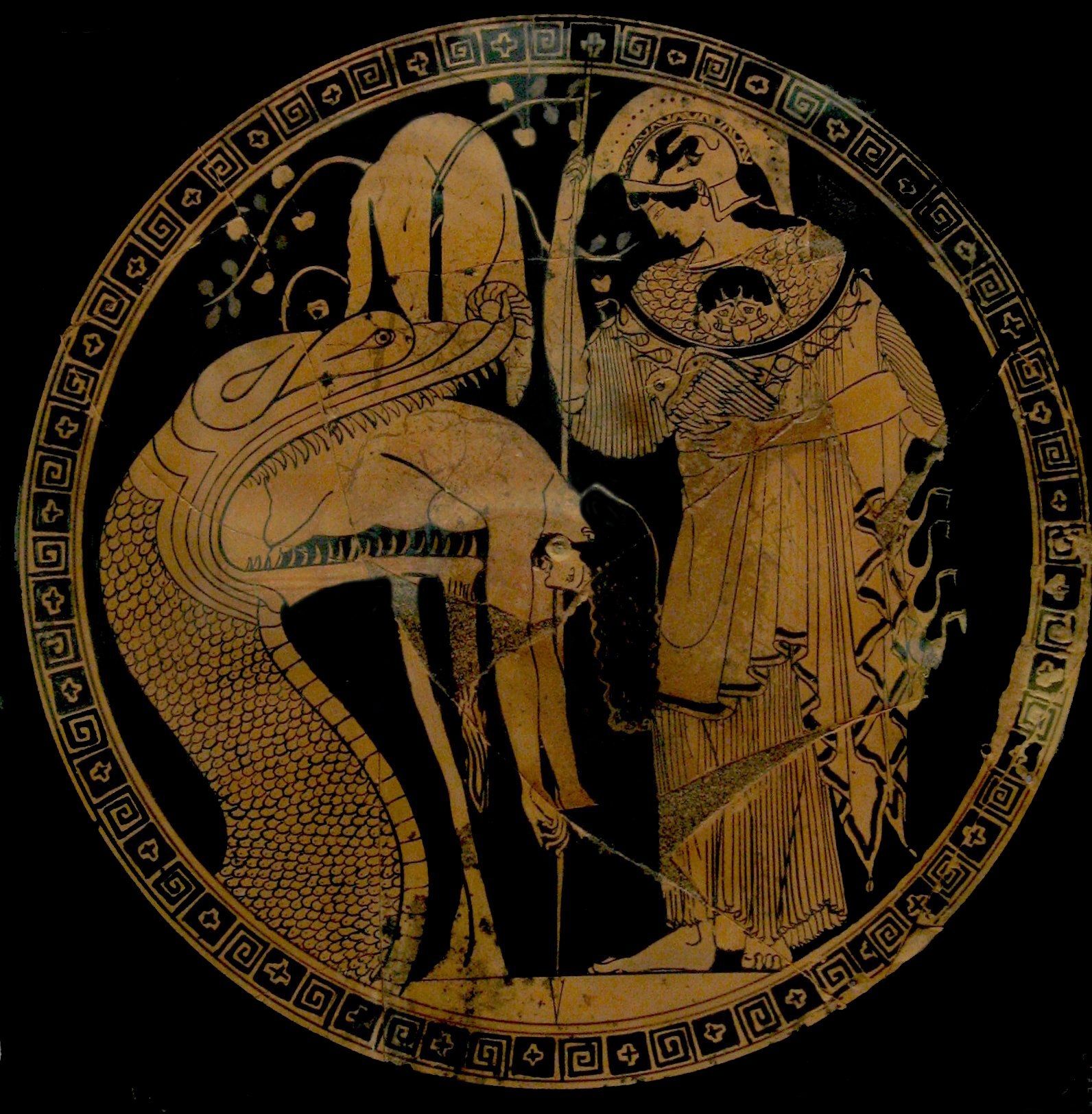
Tranh đĩa gốm hình nhân đỏ Attica, 480-470 TCN, mô tả Athena đang nhìn con rồng Colchis nhả Jason ra.